# Atmosferă fizică
Atmosfera fizică (cu simbolul atm) este o unitate de măsură pentru presiune, definită ca fiind egală cu 101 325 Pa = 1,01325 bar.
Înainte de 1982 era folosită pentru definirea presiunii normale. După 1982 drept „presiune normală” se consideră presiunea de 1 bar = 100 000 Pa.